# A Kind of Loving
A Kind of Loving is een Britse dramafilm uit 1962 onder regie van John Schlesinger in zijn regiedebuut. Het scenario is gebaseerd op de gelijknamige roman van de Britse auteur Stan Barstow. Schlesinger won met deze film de Gouden Beer op het filmfestival van Berlijn.

## Verhaal
Vic is een ontwerper in een fabriek in Manchester. Hij heeft kennis aan de typiste Ingrid. Wanneer blijkt dat zij zwanger is, besluiten ze te trouwen. Ze gaan vervolgens inwonen bij de moeder van Ingrid, die neerkijkt op haar schoonzoon. Ingrid krijgt een miskraam en Vic krijgt spijt van zijn beslissing om te trouwen. 

## Rolverdeling
| Acteur            | Personage        |
| ----------------- | ---------------- |
| Alan Bates        | Vic Brown        |
| June Ritchie      | Ingrid Rothwell  |
| Thora Hird        | Mevrouw Rothwell |
| Bert Palmer       | Geoffrey Brown   |
| Pat Keen          | Christine Harris |
| James Bolam       | Jeff             |
| Jack Smethurst    | Conroy           |
| Gwen Nelson       | Mevrouw Brown    |
| John Ronane       | Ontwerper        |
| David Mahlowe     | David Harris     |
| Patsy Rowlands    | Dorothy          |
| Michael Deacon    | Les              |
| Annette Robertson | Phoebe           |
| Fred Ferris       | Althorpe         |
| Leonard Rossiter  | Whymper          |